# Покровское (село, Волоколамский городской округ)
Покро́вское — село в Волоколамском городском округе Московской области России.

## Население
| 1852 | 1859 | 1886 | 1890 | 1899 | 1926 | 2002 | 2006 |
| ---- | ---- | ---- | ---- | ---- | ---- | ---- | ---- |
| 374  | ↗479 | ↘377 | ↗471 | ↗509 | ↘370 | ↘28  | ↗38  |
| 2010 |      |      |      |      |      |      |      |
| ↘32  |      |      |      |      |      |      |      |

## География

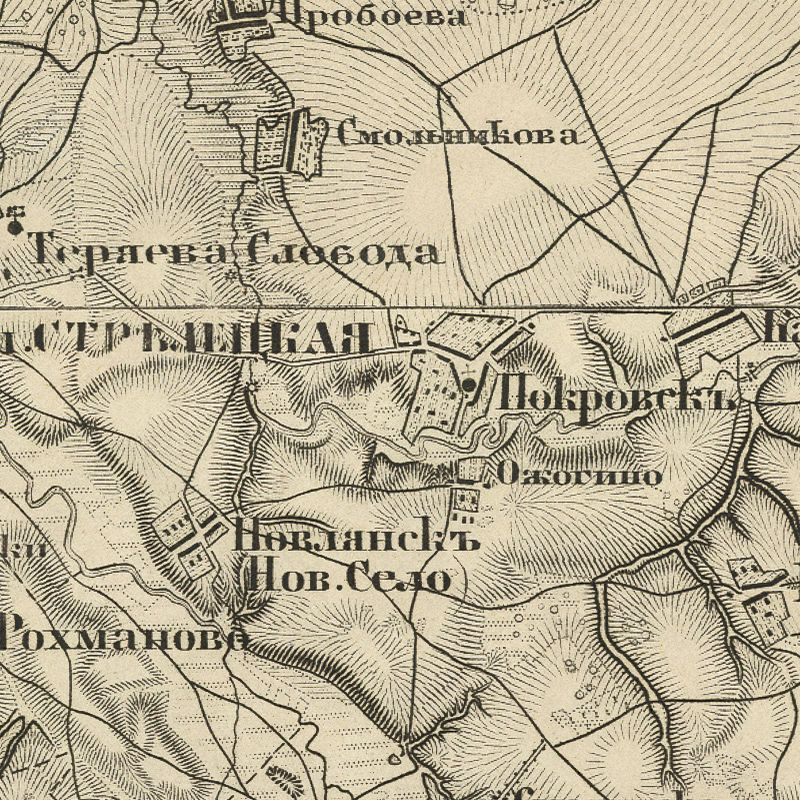
Село на карте Московской губернии Ф. Ф. Шуберта, 1860 г.

Расположено на северо-западе Московской области, в северной части Волоколамского района, на автодороге Р107 Клин — Лотошино, в 800 метрах восточнее административного центра сельского поселения — села Теряево и в 20 км северо-восточнее районного центра — города Волоколамска, на правом берегу реки Локнаш (бассейн Иваньковского водохранилища).
К селу приписано садоводческое некоммерческое товарищество «Садко». Соседние населённые пункты — деревни Калеево, Новое, Ожогино, Смольниково, село Теряево. Ближайшие железнодорожные станции — «Чисмена» и «Волоколамск» Рижского направления Московской железной дороги, находящиеся, соответственно, в 17 км к югу и 24 км к юго-западу от села. Связано автобусным сообщением с районным центром.

## История
Первые упоминания о селе датируются XVI веком:

…тем церквам всем, кои в сей духовной писаны, по полтине на церковь сорокоусты по моей душе, и дети ж бы мои и жена моя дали по моей душе в Никитское да во Фроловское, да в Покровское Осифова монастыре те церквы на престол по полтине…— духовная Матвея Ивановича Левашова 1545 года, марта

Пречистыя Богородицы Иосифова монастыря вотчина село Покровское на речке на Локнаше, а в селе церковь Покрова Пресвятыя Богородицы древян клетцки, а в церкви Божии милосердие образы, и свечи, и книги, и ризы, и колокола, и всякое церковное строенье мирское-приходных людей…— писцовые книги 133 и 134 (1625—1626) годов Рузского уезда, Сестринского стана
При межевании 1769 года село со 128 душами указано на землях Коллегии экономии вместе с Теряевой Слободой.

Покровское, село 1-го стана, Госуд. Имущ., 182 души м. п., 192 ж., 50 дворов, ярмарка 1 Октября, 118 верст от стол., 39 от уездн. гор., близ Волоколамского тракта.— Нистрем К. Указатель селений и жителей уездов Московской губернии, 1852 г.
В «Списке населённых мест» 1862 года Покровское — казённое село 1-го стана Клинского уезда Московской губернии по Волоколамскому тракту, в 41 версте от уездного города, при реке Локноше, с 52 дворами, православной церковью, ярмаркой и 479 жителями (191 мужчина, 288 женщин).
По данным 1890 года, входило в состав Калеевской волости Клинского уезда, имелась частная школа, число душ составляло 471 человек.
В 1913 году — 69 дворов, земское училище, 5 бумаго-ткацких фабрик и мукомольная мельница.
В 1917 году Калеевская волость была передана в Волоколамский уезд.
По материалам Всесоюзной переписи населения 1926 года — центр Покровского сельсовета Калеевской волости Волоколамского уезда, проживало 370 жителей (165 мужчин, 205 женщин), насчитывалось 77 хозяйств, среди которых 65 крестьянских, имелась школа.
С 1929 года — населённый пункт в составе Волоколамского района Московского округа Московской области.
В начале 1930 года Покровский сельсовет был упразднён, а его территория передана Пробоевскому сельсовету.
Постановлением ЦИК и СНК от 23 июля 1930 года округа́ как административно-территориальные единицы были ликвидированы.
30 ноября 1951 года решением Мособлисполкома № 2070 Пробоевский сельсовет был упразднён, а село Покровское передали Калеевскому сельсовету, который в 1954 году был также упразднён, а его территория передана Теряевскому сельсовету.
1963—1965 гг. — в составе Волоколамского укрупнённого сельского района. В 1964 году село Покровское было передано Шестаковскому сельсовету.
В 1994 году Московской областной думой было утверждено положение о местном самоуправлении в Московской области, сельские советы как административно-территориальные единицы были преобразованы в сельские округа.
1994—2006 гг. — село Шестаковского сельского округа Волоколамского района. 2006—2019 гг. — село сельского поселения Теряевское Волоколамского муниципального района Московской области. С 2019 года — село Волоколамского городского округа Московской области.

## Храм
В 1792 году в Покровском была построена церковь Покрова Пресвятой Богородицы в духе провинциального зодчества. Памятник градостроительства и архитектуры федерального значения.

## Известные уроженцы
- Гавриил Никитич Горелов (1880—1966) — русский и советский художник, заслуженный деятель искусств РСФСР, действительный член Академии художеств СССР[27].